# Frederick Nutter Chasen
Frederick Nutter Chasen (Suffolk, 1896 – Singapore, 13 febbraio 1942) è stato uno zoologo britannico.
Nel 1921 divenne Assistente Curatore presso il Museo Raffles di Singapore. Ne divenne successivamente direttore nel Marzo del 1932, e mantenne l'incarico fino alla data della sua morte, avvenuta durante la Seconda Guerra mondiale mentre cercava di fuggire dall'occupazione giapponese. Collezionò diverse specie di Mammiferi e Uccelli nel Sud-est asiatico, divenendo una delle massime autorità della fauna malese. Identificò molte specie di animali.
A lui sono state dedicate diverse specie di animali tra le quali:
- Garthius chaseni - Crotalo del Monte Kinabalu;
- Batrachostomus chaseni - Podargo di Giava;
- Calicnemia chaseni - specie di Libellula;
- Isopsera chaseni - specie di Cavalletta verde;
- Pselliophora chaseni - specie di Tipula;
- Stoliczia chaseni - specie di Granchio d'acqua dolce;
- Rhinolophus borneensis chaseni - Ferro di Cavallo del Borneo;
- Harpactes erythrocephalus chaseni - Trogone dalla testa rossa;
- Strix leptogrammica chaseni - Allocco Bruno.